# Una buena temporada (serie)
Una Buena Temporada es una serie de televisión italiana cuyo título original es Una buona stagione creada por Rai 1 en 2014

## Trama
Trata la historia de una importante familia de bodegueros, los Peruzzi, que siempre están tratando de mejorar su vino y hacerlo único. Pero cuando Ricardo, el fundador, muere después de un accidente, la empresa se encuentra en problemas. Las dificultades comienzan con el descubrimiento de deudas de la familia y la hostilidad de una mujer a la que no sabían que tenían como enemiga. Todo ello hace que la actividad vitivinícola corra riesgo de clausura, más aún cuando el hijo más joven de los Peruzzi, Marco, deja sus tierras y se aleja de su familia. En el fondo del drama, con toda la fascinación del mundo del vino, los rituales y las técnicas de producción, luce toda la belleza de los paisajes de las montañas trentinas.

## Episodios
La serie cuenta con seis capítulos de unos cien minutos de duración cada uno. 

## Personajes
Andrea Masci, interpretado por Ricardo Dal Moro: Tercer hijo de Emma
Silvia Ferrari interpretado por Luisana Lopilato: Viuda de Ricardo Masci.
Emma Santangelo interpretado por Ottavia Piccolo: Matriarca de la familia Masci-Santangelo y gerente de la bodega
Michele Masci interpretado por Jean Sorel: Padre de Ricardo
Iacopo Masci interpretado por Alessandro Bertolucci: Primogénito de Emma y Michele
Bianca Guerrini de Masci interpretado por Luisa Ranieri: Esposa de Iacopo
Lavinia Masci interpretado por Ludovica Gargari: Primera hija de Iacopo y nieta de Emma